# Elisabeth Kreth
Elisabeth Kreth (geboren 1959) ist eine deutsche Juristin, Richterin und Gerichtspräsidentin.

## Ausbildung
Nach dem Abitur 1978 absolvierte Elisabeth Kreth drei Jahre lang eine Ausbildung zur Bankkauffrau. Danach studierte sie Rechtswissenschaften im Rahmen der einstufigen Juristenausbildung und legte 1988 die Erste Juristischen Staatsprüfung ab.
2017 erwarb sie an der Universität Vechta den Abschluss als zertifizierte Mediatorin.

## Beruflicher Werdegang
1988 trat sie als Richterin am Verwaltungsgericht Hamburg in die Justiz ein. Von 1990 bis 1991 war sie als Persönliche Referentin des Justizsenators an die Justizbehörde abgeordnet. 1996 folgte eine zweijährige Abordnung an das Referat Besonderes Verwaltungsrecht des Bundesjustizministeriums.
2002 wurde Elisabeth Kreth Richterin am Finanzgericht. Seit 2015 war sie Vorsitzende des Richterrats des Finanzgerichts. Seit 2017 war sie dort Güterichterin, seit 2018 Vorsitzende Richterin.
Im Juli 2016 wurde sie zum stellvertretenden Mitglied des Hamburgischen Verfassungsgerichts gewählt.
Im Juli 2018 ernannte der Hamburgische Senat Elisabeth Kreth zur Präsidentin des Sozialgerichts Hamburg.

## Ämter und Mitgliedschaften
- 1993 – 1996: Stellvertretende Vorsitzende der Vereinigung Hamburgischer Verwaltungsrichter und Verwaltungsrichterinnen[2]
- 2003 – 2008: Beraterin der Öffentlichen Rechtsauskunfts- und Vergleichsstelle in Hamburg[2]
- 2006 – 2011: Prüferin im Ersten Juristischen Staatsexamen[2]
- 2007 – 2016: Mitglied des Präsidiums des Deutschen Richterbundes[2][3]; Mitglied der Arbeitsgruppe Richterliche Ethik
- Seit 2008: Einsätze als Expertin für die IRZ (Stiftung Internationale Rechtliche Zusammenarbeit) und die GIZ (Gesellschaft für Internationale Zusammenarbeit)[2]

## Publikationen (Auswahl)
- Richterliche Berufsethik – Luxus oder Notwendigkeit. In: Arne Pilniok/Judith Brockmann (Hrsg.): Die juristische Profession und das Jurastudium. 2007, ISBN 978-3-8487-4051-2, S. 157–166
- Kleinstaaterei eine Lösung? Justizthemen in der Föderalismuskommission II. In: Deutsche Richterzeitung, 2008, 232–235
- Zur Ethik richterlichen Verhaltens. In: KritV Kritische Vierteljahresschrift für Gesetzgebung und Rechtswissenschaft. 2008, S. 475–481